# Правдин, Иван Фёдорович
Иван Фёдорович Пра́вдин (13 января 1880, село Новографское, Галичский уезд, Костромская губерния — 23 февраля 1963, Ленинград) — советский учёный-ихтиолог, доктор биологических наук, профессор, заслуженный деятель науки Карело-Финской ССР (1954).

## Биография
Родился в многодетной семье сельского священнослужителя.
В 1895—1901 годах обучался и окончил Костромскую духовную семинарию. В семинарские годы подрабатывал частными уроками, организовал кружок любителей естествознания.
В 1901—1910 годах заведовал двухклассным народным училищем в Нерехтском уезде Костромской губернии. В губернских газетах публиковал свои статьи, фельетоны, корреспонденции и стихи на общественные темы.
В 1910 году переехал в Санкт-Петербург. Здесь он продолжил заниматься публицистической деятельностью, читал лекции по русской литературе в Народном политехникуме для фабричных рабочих, посещал вольнослушателем университетские лекции учёных-ихтиологов Л. С. Берга и Н. М. Книповича.
В 1921 году экстерном сдал экзамены на естественном отделении (химия, биология, физиология и агрономия) физико-математического факультета Петроградского университета.
В 1925 году принимал участие в организации Тихоокеанской научно-промысловой станции во Владивостоке.
В 1931 году назначен первым директором Карельской научно-исследовательской рыбохозяйственной станции в Петрозаводске.
В 1933—1941 годах исполнял обязанности научного руководителя этой станции, совмещая с научной работой в Ленинградском университете.
В 1942 году, после нескольких месяцев, проведённых в блокадном Ленинграде, И. Ф. Правдин вместе с семьей был эвакуирован в Саратов.
В 1945—1958 годах — заведующий сектором зоологии Карельского филиал АН СССР, профессор кафедры ихтиологии и гидробиологии Петрозаводского государственного университета, преподавал в Ленинградской лесотехнической академии.

## Научная деятельность
За годы научной работы И. Ф. Правдин принимал участие в исследовании Каспийского, Аральского, Белого, Японского и Охотского морей, Ладожского и Онежского озёр, озёр Ленинградской области, Карелии и Кольского полуострова, рек Волга, Волхов, Свирь, Амур, Сыр-Дарья и Большая на Камчатке. Целью своих исследований учёный ставил развитие рыболовства и эффективную организацию рыбного хозяйства. Большое научное и практическое значение имеют его работы в области внутривидовой систематики рыб.
Большое практическое значение имеют работы И. Ф. Правдина по составлению научно-промысловых карт озёр — Ладожского, Онежского, Ильменя, Псковско-Чудского, озёр Карелии и других водоёмов. Карты содержат сведения о распространении промысловых рыб, их миграциях, местах нереста, пастбищах и сроках лова.
Правдин И. Ф. автор около 300 научных работ. Принимал участие в составлении «Атласа промысловых рыб СССР» (1949). Академическое издание «Сиги водоёмов Карело-Финской ССР» было удостоено премии Президиума АН СССР в 1954 году.
Именем Правдина назван один из подвидов сига — Coregonus lavaretus pravdinianus и один из видов липарид Охотского моря — Liparis pravdini.

### Избранные труды
- Правдин И. Ф. Морфометрическая характеристика западнокамчатской горбуши. — Владивосток: Книжное дело, 1929. — 154 с. — 1000 экз.
- Правдин И. Ф. Рыбные богатства Ленинградской области. — Л.-М.: Работник просвещения, 1930. — 128 с. — 7000 экз.
- Правдин И. Ф. Сиги. Образ жизни, породы, разведение и ловля. — Л.-М.: ОГИЗ, 1931. — 56 с. — 3000 экз.
- Правдин И. Ф. Возраст и рост рыбы. — Москва: Дэр эмес, 1933. — 56 с.
- Правдин И. Ф. О жизни рыб. — Петрозаводск: Карелгосиздат, 1938. — 64 с. — 2607 экз.
- Правдин И. Ф. Обзор исследований дальневосточных лососей. — Владивосток, 1940. — 107 с.
- Правдин И. Ф. Сиги водоёмов Ленинградской области. — Л.-М.: Пищепромиздат, 1941. — 64 с. — 2000 экз.
- Правдин И. Ф. Промысловые водоёмы и рыбы Карело-Финской ССР. — Петрозаводск: Госиздат КФССР, 1949. — 88 с. — 3000 экз.
- Правдин И. Ф. Изучайте водоёмы и рыб родного края. — Петрозаводск: Госиздат КАССР, 1950. — 44 с. — 3000 экз.
- Правдин И. Ф. Сиги водоёмов Карело-Финской ССР. — Л.-М.: АН СССР, 1954. — 324 с. — 1500 экз.
- Правдин И. Ф., Чепурнов С. Академик Лев Семёнович Берг (1876—1950). — Кишинёв: Госиздат Молдавии, 1956. — 106 с. — 5000 экз.
- Материалы по повышению рыбной продуктивности малых озёр Карелии [Сборник статей] / под ред. Правдина И. Ф.. — Петрозаводск: Госиздат КАССР, 1956. — 258 с. — 550 экз.
- Рыбные ресурсы Ладожского озера [Сборник статей] / под ред. Правдина И. Ф.. — Ленинград, 1956. — 178 с. — 500 экз.
- Правдин И. Ф. Константин Михайлович Дерюгин (1878—1938). — Петрозаводск: Госиздат КАССР, 1957. — 54 с. — 2000 экз.
- Вопросы рыбного хозяйства водоёмов Карелии [Сборник статей] / под ред. Правдина И. Ф.. — Петрозаводск: Госиздат КАССР, 1958. — 200 с. — 500 экз.
- Промысловые рыбы Оби и Енисея [Сборник статей] / под ред. Правдина И. Ф., Пирожникова П. Л.. — Москва: Пищепромиздат, 1958. — 240 с. — 1000 экз.
- Правдин И. Ф. Руководство по изучению рыб. — Москва: Пищевая промышленность, 1966. — 376 с. — 3000 экз.
- Правдин И. Ф. Рассказ о жизни рыб. — Петрозаводск: Карелия, 1972. — 159 с. — 100 000 экз.